# Ray Fuerst
Ray Fuerst (ur. 11 listopada 1969 r.) – amerykański narciarz, specjalista narciarstwa dowolnego. Nigdy nie startował mistrzostwach świata ani na igrzyskach olimpijskich. Najlepsze wyniki w Pucharze Świata osiągnął w sezonie 1991/1992, kiedy to zajął 23. miejsce w klasyfikacji generalnej, a w klasyfikacji skoków akrobatycznych był ósmy.
W 1994 r. zakończył karierę.

## Sukcesy

### Miejsca w klasyfikacji generalnej
- 1989/1990 – 76.
- 1990/1991 – 55.
- 1991/1992 – 23.
- 1992/1993 – 56.
- 1993/1994 – 74.

### Miejsca na podium
1. Le Relais – 30 stycznia 1994 (Skoki akrobatyczne) – 2. miejsce